# الإسراف والتبذير
معنى الإسراف
- في اللغة: مجاوزة القصد، مصدر من أسرف إسرافًا، والسَّرَف اسم منه، يقال: أسرف في ماله: عجل من غير قصد، وأصل هذه المادة يدُلُّ على تعدِّي الحدِّ، والإغفال أيضًا للشيء
- في الاصطلاح: هو صرف الشيء فيما ينبغي زائدًا على ما ينبغي [1][2][3]

وقال الراغب: (السرف: تجاوز الحد في كلِّ فعل يفعله الإنسان، وإن كان ذلك في الإنفاق أشهر) 
وقال الشريف الجرجاني: (الإسراف: هو إنفاق المال الكثير في الغرض الخسيس. وقيل تجاوز الحدِّ في النفقة، وقيل: أن يأكل الرجل ما لا يحلُّ له، أو يأكل مما يحل له فوق الاعتدال، ومقدار الحاجة. وقيل: الإسراف تجاوز في الكمية، فهو جهل بمقادير الحقوق) 
معنى التبذير
- في اللغة : مصدر بذَّر تبذيرًا، وأصله إلقاء البذر وطرحه، فاستعير لكلِّ مضيع لماله، وبذر ماله: أفسده وأنفقه في السرف. وكل ما فرقته وأفسدته، فقد بذرته، والمباذر والمبذِّر: المسرف في النفقة؛ وأصل هذه المادة يدلُّ على نثر الشيء وتَفْرِيقه [7][8]
- في الاصطلاح: قال الشافعي: (التبذير إنفاق المال في غير حقِّه) وقيل: التبذير صرف الشيء فيما لا ينبغي وقيل: هو تفريق المال على وجه الإسراف.[9]

## اختلاف المعاني اللغوية

### الفرق بين الإسراف والتبذير
هناك فرق بين الإسراف والتبذير . فالإسراف هو صرف الشيء فيما ينبغي زائدًا على ما ينبغي، أما التبذير: فإنه صرف الشيء فيما لا ينبغي.
فالإسراف يعني أن الشخص يبالغ في ما أباحه الله وفوق ما يحتاج، مثال على ذلك أن يقوم الشخص بملء طبقه من مائدة الطعام حتى لو لم يكن محتاجاً لذلك، فهذا يعني أنه أسرف في شيء مباح أي الطعام؛ لأنه قد يأكل فقط نصف هذا الطبق والباقي سيرميه. وقد نهى الإسلام عن الإسراف. وجاء في سورة الأعراف في الآية 31 : ﴿يَا بَنِي آدَمَ خُذُوا زِينَتَكُمْ عِنْدَ كُلِّ مَسْجِدٍ وَكُلُوا وَاشْرَبُوا وَلَا تُسْرِفُوا إِنَّهُ لَا يُحِبُّ الْمُسْرِفِينَ ۝٣١﴾ [الأعراف:31]
أما التبذير، فهو أن يصرف المال في ما حرم الله مثلاً كأن يشتري شخص أي شيء من المحرمات (مثل الخمر مثلا). وقد حرم الإسلام التبذير ووصف فاعليه بأنهم أخوان للشياطين. يقول الله في سورة الإسراء في الآيه 17: ﴿إِنَّ الْمُبَذِّرِينَ كَانُوا إِخْوَانَ الشَّيَاطِينِ وَكَانَ الشَّيْطَانُ لِرَبِّهِ كَفُورًا ۝٢٧﴾ [الإسراء:27]

### الفرق بين الإسراف والبذخ
البَذَخ: الكِبْر وتطاول الرجل بكلامه وافتخاره، بَذَخَ يَبْذَخْ ويَبْذُخُ، وتَبَذَّخَ: تطاول وتكبر وفَخَر وعلا وشَرَفٌ.
ويُقال: «ما هَذا البَذَخُ في الأكْلِ واللِّباسِ!»: أي: ما هَذا الإفْراطُ والإنْفاقُ الكَثيرُ والافْتِخارُ بِذَلِكَ !، ويُظْهِرُ بَذَخَهُ أي: أُبَّهَتَهُ وتَطاوُلَهُ بِكَلامِهِ وافْتِخارِهِ، والباذخ: المفرط في الترف والرفاهية.
فبهذا يتبين أن البذخ، هو إسراف ولكن معه تفاخرٌ وتعالٍ، ولكلمة البذخ، معانٍ أوسع عديدة، فقد يطلق على الجبل الشاهق العالي (يقال: هذا جبل باذخ، أي شاهق عالٍ)، ويقال هذه امرأة بَيْذَخ، أي: امرأة بادنة.

## حكمها في الإسلام

### النهي عنهما في القرآن
يقول الله في سورة الإسراء: ﴿وَآتِ ذَا الْقُرْبَى حَقَّهُ وَالْمِسْكِينَ وَابْنَ السَّبِيلِ وَلَا تُبَذِّرْ تَبْذِيرًا ۝٢٦ إِنَّ الْمُبَذِّرِينَ كَانُوا إِخْوَانَ الشَّيَاطِينِ وَكَانَ الشَّيْطَانُ لِرَبِّهِ كَفُورًا ۝٢٧﴾ [الإسراء:26–27]
قال ابن كثير أي في التبذير والسفه وترك طاعة الله ولهذا قال: ((وَكَانَ الشَّيْطَانُ لِرَبِّهِ كَفُورًا)) أي: جحودًا؛ لأنَّه أنكر نعمة الله عليه ولم يعمل بطاعته بل أقبل على معصيته ومخالفته).
وقال القاسمي: (أي: أمثالهم في كفران نعمة المال بصرفه فيما لا ينبغي. وهذا غاية المذمة؛ لأن لا شرَّ من الشيطان، أو هم إخوانهم أتباعهم في المصادقة والإطاعة، كما يطيع الصديق صديقه والتابع متبوعه، أو هم قرناؤهم في النار على سبيل الوعيد. والجملة تعليل المنهي عنه عن التبذير، ببيان أنَّه يجعل صاحبه مقرونًا معهم. وقوله: وَكَانَ الشَّيْطَانُ لِرَبِّهِ كَفُورًا من تتمة التعليل. قال أبو السعود: أي: مبالغًا في كفران نعمته تعالى؛ لأنَّ شأنه أن يصرف جميع ما أعطاه الله تعالى من القوى إلى غير ما خلقت له من أنواع المعاصي، والإفساد في الأرض، وإضلال الناس، وحملهم على الكفر بالله، وكفران نعمه الفائضة عليهم، وصرفها إلى غير ما أمر الله تعالى به. وتخصيص هذا الوصف بالذكر، من بين سائر أوصافه القبيحة؛ للإيذان بأنَّ التبذير، الذي هو عبارة عن صرف نعم الله تعالى إلى غير مصرفها، من باب الكفران، المقابل للشكر الذي هو عبارة عن صرفها إلى ما خلقت هي له. والتعرض لوصف الربوبية؛ للإشعار بكامل عتوِّه. فإنَّ كفران نعمة الرب، مع كون الربوبية من أقوى الدواعي إلى شكرها، غاية الكفران ونهاية الضلال والطغيان).
يقول الله في سورة الأنعام : ﴿وَهُوَ الَّذِي أَنْشَأَ جَنَّاتٍ مَعْرُوشَاتٍ وَغَيْرَ مَعْرُوشَاتٍ وَالنَّخْلَ وَالزَّرْعَ مُخْتَلِفًا أُكُلُهُ وَالزَّيْتُونَ وَالرُّمَّانَ مُتَشَابِهًا وَغَيْرَ مُتَشَابِهٍ كُلُوا مِنْ ثَمَرِهِ إِذَا أَثْمَرَ وَآتُوا حَقَّهُ يَوْمَ حَصَادِهِ وَلَا تُسْرِفُوا إِنَّهُ لَا يُحِبُّ الْمُسْرِفِينَ ۝١٤١﴾ [الأنعام:141]
قال الطبري: (السرف الذي نهى الله عنه في هذه الآية، مجاوزة القدر في العطية إلى ما يجحف برب المال).
يقول الله في سورة الأعراف : ﴿يَا بَنِي آدَمَ خُذُوا زِينَتَكُمْ عِنْدَ كُلِّ مَسْجِدٍ وَكُلُوا وَاشْرَبُوا وَلَا تُسْرِفُوا إِنَّهُ لَا يُحِبُّ الْمُسْرِفِينَ ۝٣١﴾ [الأعراف:31]
(قال السدي: ولا تسرفوا، أي: لا تعطوا أموالكم فتقعدوا فقراء. قال الزجاج: على هذا إذا أعطى الإنسان كلَّ ماله، ولم يوصل إلى عياله شيئًا فقد أسرف).
وقال الماوردي: فيه ثلاثة تأويلات:
- أحدها: لا تسرفوا في التحريم -قاله السدي-.
- والثاني: معناه لا تأكلوا حرامًا فإنَّه إسراف -قاله ابن زيد-.
- والثالث: لا تسرفوا في أكل ما زاد على الشبع فإنَّه مضرٌّ).[20]

وقال السعدي: (فإنَّ السرف يبغضه الله، ويضرُّ بدن الإنسان ومعيشته، حتى إنه ربما أدَّت به الحال إلى أن يعجز عما يجب عليه من النفقات، ففي هذه الآية الكريمة الأمر بتناول الأكل والشرب، والنهي عن تركهما، وعن الإسراف فيهما).
يقول الله في سورة الفرقان : ﴿وَالَّذِينَ إِذَا أَنْفَقُوا لَمْ يُسْرِفُوا وَلَمْ يَقْتُرُوا وَكَانَ بَيْنَ ذَلِكَ قَوَامًا ۝٦٧﴾ [الفرقان:67]
قال ابن كثير أي ليسوا بمبذرين في إنفاقهم فيصرفون فوق الحاجة ولا بخلاء على أهليهم فيقصرون في حقِّهم بل عدلًا خيارًا، وكما قال سبحانه في سورة الإسراء: ﴿وَلَا تَجْعَلْ يَدَكَ مَغْلُولَةً إِلَى عُنُقِكَ وَلَا تَبْسُطْهَا كُلَّ الْبَسْطِ فَتَقْعُدَ مَلُومًا مَحْسُورًا ۝٢٩﴾ [الإسراء:29].

### النهي عنهما في السنة
| الإسراف والتبذير              | عن أبي هريرة أنَّه قال: قال رسول الله ﷺ: (إنَّ الله يرضى لكم ثلاثًا ويكره لكم ثلاثًا، فيرضى لكم أن تعبدوه ولا تشركوا به شيئًا، وأن تعتصموا بحبل الله جميعًا ولا تفرَّقوا ويكره لكم قيل وقال وكثرة السؤال وإضاعة المال | الإسراف والتبذير |
| — حديث نبوي، صحيح مسلم (1715) | |                  |

قال العيني قوله إضاعة المال هو صرفه في غير ما ينبغي.
وذكر القاري عن الطيبي قوله: (قيل: والتقسيم الحاصر فيه الحاوي بجميع أقسامه أن تقول: إنَّ الذي يصرف إليه المال، إما أن يكون واجبًا، كالنفقة والزكاة ونحوهما، فهذا لا ضياع فيه، وهكذا إن كان مندوبًا إليه، وإما أن يكون مباحًا، ولا إشكال إلا في هذا القسم، إذ كثير من الأمور يعدُّه بعض الناس من المباحات، وعند التحقيق ليس كذلك، كتشييد الأبنية وتزيينها، والإسراف في النفقة، والتوسع في لبس الثياب الناعمة والأطعمة الشهية اللذيذة، وأنت تعلم أنَّ قساوة القلب وغلظ الطبع يتولَّد من لبس الرقاق، وأكل الرقاق، وسائر أنواع الارتفاق، ويدخل فيه تمويه الأواني والسقوف بالذهب والفضة، وسوء القيام على ما يملكه من الرقيق والدواب، حتى تضيع وتهلك، وقسمة ما لا ينتفع الشريك به كاللؤلؤة والسيف يكسران، وكذا احتمال الغبن الفاحش في البياعات، وإيتاء المال صاحبه وهو سفيه حقيق بالحجر، وهذا الحديث أصل في معرفة حسن الخلق الذي هو منبع الأخلاق الحميدة، والخلال الجميلة).
| الإسراف والتبذير           | عن عمرو بن شعيب أن رجلًا أتى النبي ﷺ فقال: إني فقير ليس لي شيء ولي يتيم قال: ((كلْ من مال يتيمك غير مسرف ولا مباذر ولا متأثِّل)) | الإسراف والتبذير |
| — حديث نبوي، النسائي(3668) | |                  |

قال النخعي لا يلبس الكتان ولا الحلل ولكن ما يستر العورة ويأكل ما يسدُّ الجوعة).
| الإسراف والتبذير | عن عمرو بن شعيب، عن أبيه، عن جده، قال: قال رسول الله ﷺ: (( كلوا واشربوا وتصدقوا والبسوا ما لم يخالطه إسراف، أو مخيلة )). | الإسراف والتبذير |
| — حديث نبوي، رواه ابن ماجه والنسائي، وصحح إسناده أحمد شاكر في تحقيق (مسند أحمد)(10/78)، وحسَّنه ابن حجر في (الأماني المطلقة) (32)، والهيثمي في (الزواجر) | |                  |

قال ابن حجر: (ووجه الحصر في الإسراف والمخيلة أن الممنوع من تناوله أكلًا ولبسًا وغيرهما، إما لمعنى فيه، وهو مجاوزة الحدِّ، وهو الإسراف؛ وإما للتعبد كالحرير إن لم تثبت علة النهي عنه، وهو الراجح، ومجاوزة الحد تتناول مخالفة ما ورد به الشرع فيدخل الحرام، وقد يستلزم الإسراف الكبر وهو المخيلة، قال الموفق عبد اللطيف البغدادي: هذا الحديث جامع لفضائل تدبير الإنسان نفسه، وفيه تدبير مصالح النفس والجسد في الدنيا والآخرة؛ فإنَّ السرف في كلِّ شيء يضرُّ بالجسد، ويضرُّ بالمعيشة؛ فيؤدِّي إلى الإتلاف، ويضرُّ بالنفس إذ كانت تابعة للجسد في أكثر الأحوال، والمخيلة تضرُّ بالنفس حيث تكسبها العجب، وتضرُّ بالآخرة حيث تكسب الإثم، وبالدنيا حيث تكسب المقت من الناس).

## أقوال العلماء في ذم الإسراف ومدح التدبير
- قال القرطبي: (وهو حرام – أي التبذير- لقوله تعالى (في سورة الإسراء): ((إِنَّ الْمُبَذِّرِينَ كَانُواْ إِخْوَانَ الشَّيَاطِينِ))، وقوله: «إِخْوَانَ» يعني أنهم في حكمهم، إذ المبذِّر ساع في إفساد كالشياطين، أو أنهم يفعلون ما تسول لهم أنفسهم، أو أنهم يقرنون بهم غدًا في النار).[27]
- وقال ابن عباس : ( كلْ ما شئت، والبس ما شئت، ما أخطأتك خلَّتان: سرف أو مخيلة ) - ابن أبي شيبة
- وقال الشافعي: (التبذير إنفاق المال في غير حقِّه، ولا تبذير في عمل الخير).[28]
- قال عمر : ( كفى بالمرء سرفًا أن يأكل كل ما اشتهى ) - ابن حجر الهيتمي - الصواعق المحرقة
- وعن عثمان بن الأسود قال: (كنت أطوف مع مجاهد بالبيت فقال: لو أنفق عشرة آلاف درهم في طاعة الله ما كان مسرفًا، ولو أنفق درهمًا واحدًا في معصية الله، كان من المسرفين).[29]
- وقال مالك: (التبذير هو أخذ المال من حقِّه، ووضعه في غير حقِّه، وهو الإسراف) - القرطبي - الجامع لأحكام القرآن
- وقيل: (ما وقع تبذير في كثير إلَّا هدمه، ولا دخل تدبير في قليل إلا ثمره).
- وقال الثعالبي : من أصلح ماله فقد صان الأكرمين: الدين، والعرض. ما عالَ مقتصدٌ. أصلحوا أموالكم لنَبْوة الزمان، وجفوة السلطان. الإصلاح أحد الكاسبين. لا عيلة على مصلحٍ، ولا مال لأخرق، ولا جود مع تبذير، ولا بخل مع اقتصادٍ. التدبير يثمر اليسير، والتبذير يبدد الكثير. حسن التدبير مع الكفاف، أكفى من الكثير مع الإسراف. القصد أسرع تبليغًا إلى الغاية، وتحصيلًا للأمر. إنَّ في إصلاح مالك جمال وجهك، وبقاء عزِّك، وصون عرضك، وسلامة دينك. التقدير نصف الكسب. أفضل القصد عند الجِدَة. عليك من المال بما يعولك ولا تعوله. من لم يُحمد في التقدير، ولم يُذمَّ في التبذير، فهو سديد التدبير - التمثيل والمحاضرة

## التوسط في الإنفاق
قال تعالى (في سورة الإسراء): ﴿وَلَا تَجْعَلْ يَدَكَ مَغْلُولَةً إِلَى عُنُقِكَ وَلَا تَبْسُطْهَا كُلَّ الْبَسْطِ فَتَقْعُدَ مَلُومًا مَحْسُورًا ۝٢٩﴾ [الإسراء:29]
((عليك بالقصد بين الطريقتين، لا منع ولا إسراف، ولا بخل ولا إتلاف. لا تكن رطبًا فتعصر، ولا يابسًا فتكسر، ولا تكن حلوًا فتسترط، ولا مُرًّا فتلفظ.
وقال آخر:

## الآثار والعواقب السيئة للإسراف
1. الإسراف وحده سبب لعدم محبة الله للعبد: *قال تعالى: ((إِنَّهُ لاَ يُحِبُّ الْمُسْرِفِينَ)) [الأنعام: 141].
2. الإسراف في الأكل يضرُّ بصحة الإنسان، ويجعله كسولاً وربما عاجزاً عن استدارك عمره في الأعمال الصالحة، وفيما ينفعه ويرفعه: *قال تعالى: ((وكُلُواْ وَاشْرَبُواْ وَلاَ تُسْرِفُواْ)) [الأعراف: 31].
3. الإسراف في الإنفاق في غير وجوه الخير، يعرض الإنسان للمُساءلة والعتاب أو العقاب يوم القيامة: فلقد روي عن أبي برزة الأسلمي، قال: قال رسول الله ﷺ:«لا تزول قدما عبد يوم القيامة حتى يسأل عن عمره فيما أفناه، وعن علمه فيم فعل، وعن ماله من أين اكتسبه وفيم أنفقه، وعن جسمه فيم أبلاه»
4. قد يكون الإسراف والتبذير طريقاً ينتهي بالفرد إلى تطاول يده للمال الحرام، حتى يلبي لنفسه ما اعتادت عليه من الترف والرفاهية والإسراف في الإنفاق. ~يقول ابن عاشور: (والإسراف إذا اعتاده المرء حمله على التوسع في تحصيل المرغوبات، فيرتكب لذلك مذمَّات كثيرة، وينتقل من ملذَّة إلى ملذَّة فلا يقف عند حدٍّ. وقيل عطف على وَآتُواْ حَقَّهُ أي: ولا تسرفوا فيما بقي بعد إتيان حقِّه، فتنفقوا أكثر مما يجب، وهذا لا يكون إلا في الإنفاق والأكل ونحوه)[31]
5. عاقبة الإسراف وخيمة ليس على مستوى الفرد فقط، بل على مستوى الأسرة والمجتمع بأكمله، لأن فيه استنزافاً لموارد البيئة، واختلالاً في التوازن الطبقي بين البشر.
6. قد يؤدي الإسراف والتبذير إلى الكبر والعجب والتفاخر والغرور، وهي من أمراض القلوب وباطن الإثم الذي أمر الله باجتبابه وتركه، قال تعالى (في سورة الأنعام): "﴿وَذَرُوا ظَاهِرَ الْإِثْمِ وَبَاطِنَهُ إِنَّ الَّذِينَ يَكْسِبُونَ الْإِثْمَ سَيُجْزَوْنَ بِمَا كَانُوا يَقْتَرِفُونَ ۝١٢٠﴾ [الأنعام:120]"